# GDAL
GDAL (англ. Geospatial Data Abstraction Library — библиотека абстракции гео-пространственных данных) — библиотека для чтения и записи растровых и векторных гео-пространственных форматов данных, выпускаемая под Open Source лицензией X/MIT организацией Open Source Geospatial Foundation (OSGeo). Библиотека предоставляет вызывающим приложениям единую абстрактную модель данных для всех поддерживаемых форматов. При сборке можно также включить дополнительные утилиты. С помощью этих утилит можно выполнять конвертацию и обработку данных используя интерфейс командной строки.
Сопутствующая библиотека OGR, являющаяся частью дерева исходных кодов GDAL, предоставляет похожие возможности для векторных данных.
Первоначально GDAL разрабатывался Фрэнком Вармердамом вплоть до выпуска версии 1.3.2, после которого поддержкой проекта стал заниматься комитет GDAL/OGR Project Management Committee под контролем OSGeo.
Пакет GDAL/OGR считается важным проектом в Open Source, а также и в коммерческих кругах ГИС в связи с широким распространением и обширным набором функциональности. По словам одного из руководителей OSGeo Ховарда Батлера «Я представляю себе GDAL аналогом glibc/glibc++ в сфере программного обеспечения ГИС. Эта библиотека открыта, предоставляет базовую функциональность. Я не могу понять, как можно сделать что-либо без неё.»

## Примеры использования

### Утилиты GDAL/OGR

#### Конвертация данных
Конвертация данных из формата Shapefile в формат BNA с фильтрацией по лесопаркам:
```
ogr2ogr
 
-where
 
"type=forestpark"
 
-f
 
"BNA"
 
osm_forest_parks.bna
 
osm_landuse.shp

```

Экспорт данных из формата Shapefile в СУБД PortgreSQL с фильтрациев по коду страны(380 — Украина) с индикацией прогресса(-progress):
```
ogr2ogr
 
-progress
 
-f
 
"PostgreSQL"
 
PG:
"dbname=ukraine user=bogdan password=qwerty"
 
\

        
-where
 
"country_id=380"
 
-nln
 
public.borders
 
Data/World.shp

```

### Использование библиотеки GDAL/OGR в программах
Благодаря библиотеке SWIG пакет GDAL/OGR может быть использован не только в C/C++-программах, но и в программах, написанных на более высокоуровневых языках, таких как Python, Java, C# и т. д. Используя обёртки(bindings) для этих языков, программист может иметь доступ ко всем возможностям библиотеки GDAL. Чтобы продемонстрировать использование обёрток, программисты GDAL добавили в дерево исходных кодов аналоги стандартных утилит GDAL/OGR, написанные на поддерживаемых обёртками языках.

#### Python
```
# -*- coding: utf-8 -*-

import
 
sys

# Импортируем модуль ogr из пакета osgeo

from
 
osgeo
 
import
 
ogr

inData
 
=
 
ogr
.
Open
(
sys
.
argv
[
1
])

if
 
inData
 
is
 
None
:

    
print
 
'Error: open failed'

    
sys
.
exit
(
1
)

inLayer
 
=
 
inData
.
GetLayer
(
0
)

# Устанавливаем фильтр поля 'country' на значение '380'

inLayer
.
SetAttributeFilter
(
'Country=380'
)

for
 
feature
 
in
 
inLayer
:

    
name
 
=
 
feature
.
GetFieldAsString
(
feature
.
GetFieldIndex
(
"Name"
))

    
geom
 
=
 
feature
.
GetGeometryRef
()

    
area
 
=
 
geom
.
GetArea
()

    
# Печатаем: название площадь

    
print
 
name
,
 
area

```

## Программы, использующие GDAL/OGR
Некоторые программы используют библиотеки GDAL/OGR, чтобы читать и записывать различные ГИС-форматы:
- QGIS — свободная кроссплатформенная геоинформационная система, написанная на Qt.
- GRASS — свободная кроссплатформенная геоинформационная система с мощным интерфейсом командной строки.
- GvSIG — свободная кроссплатформенная геоинформационная система, написанная на Java.
- MapServer — открытая среда разработки гео-пространственных Интернет-приложений.
- Google Earth — проект компании Google, в рамках которого в сети Интернет были размещены спутниковые фотографии всей земной поверхности.
- R — язык программирования и среда для статистического анализа. Существуют расширения для анализа гео-пространственных данных.
- ArcGIS — семейство программных продуктов американской компании ESRI. Начиная с версии 9.2 может использовать GDAL для работы с некоторыми форматами файлов[21]